# Iresioides scapularis
Iresioides scapularis är en skalbaggsart som först beskrevs av Leon Fairmaire 1903.  Iresioides scapularis ingår i släktet Iresioides och familjen långhorningar.
Artens utbredningsområde är Madagaskar. Inga underarter finns listade i Catalogue of Life.